# Мельник, Василий Максимович
Василий Максимович Мельник (12 ноября 1919 — 8 августа 1999) — командир стрелкового батальона 1368-го стрелкового полка 416-й стрелковой дивизии, майор, Герой Советского Союза.

## Биография
Родился 12 ноября 1919 года в селе Иванков ныне Андрушёвского района Житомирской области Украины в семье рабочего. Окончил 7 классов школы, а затем Смелянский механико-технологический техникум. Работал на сахарном заводе имени Петровского в Александровке. В 1939 году был призван в Красную Армию. В 1941 году окончил Бакинское военное пехотное училище. С июля 1941 года — на фронте.
Указом Президиума Верховного Совета СССР от 27 февраля 1945 года майору В. М. Мельнику присвоено звание Героя Советского Союза за прорыв сильно развитой обороны немцев при наступлении с Магнушевского плацдарма на Висле.
После окончания войны продолжил службу в армии. В 1952 году окончил курсы «Выстрел». В 1957 году окончил Высшие академические курсы при Военной академии имени М. В. Фрунзе.
После выхода на пенсию жил в Баку, затем в Киеве. Умер 8 августа 1999 года. Похоронен на Байковом кладбище.

## Награды
- Медаль «Золотая Звезда»;
- орден Ленина;
- орден Александра Невского;
- орден Отечественной войны 1-й степени;
- три ордена Красной Звезды;
- медали.